# Stín větru
Stín větru (španělský originál La Sombra del viento) je román španělského spisovatele Carlose Ruiz Zafóna z roku 2001. Román se odehrává před, během a po španělské občanské válce v Barceloně.

## Obsah díla
Desetiletý chlapec Daniel Sempere se se svým otcem vydává na pohřebiště starých knih, o kterém nesmí nikomu říci. Zde knihovníci a prodejci knih ukládají knihy, které již nikdo nečte, ale nemělo by se na ně zapomenout. Daniel si má vzít jednu knihu ze široké škály možností a celý život se o ni má starat. Do oka mu padne román Stín větru od spisovatele Juliána Caraxe. Dílo přečte jedním dechem a vydává se hledat další romány tohoto autora. Zjišťuje, že to není známý spisovatel a jeho knihy nejsou k dostání, neboť je nějaký šílenec pálí a ničí. Prostřednictvím knihy se seznámí s knihkupcem donem Barcelem a jeho slepou neteří Clarou, do které se beznadějně zamiluje. Dál pátrá po osudech tohoto spisovatele, ale marně. V den svých šestnáctých narozenin dostane vytoužené kvalitní pero, se kterým údajně psal Victor Hugo, radost mu zkalí jeho návštěva u Clary, kde najde jejího milence Neriho. Ten ho napadne a Daniel zhrzeně odchází, na ulici najde bezdomovce, který mu v těžké chvíli pomůže.
Život jde dál, jejich antikvariát se rozrůstá a hledají pomocníka, Daniel si vzpomene na tajemného žebráka, ten jeho nabízenou ruku přijme a stává se zaměstnancem Danielova otce. Jmenuje se Fermín Romero de Torrres, nic neudělal, přesto mu celý život zničil krutý komisař Francisco Javier Fumero. Daniel Fermína požádá o pomoc v pátrání po zmizelém spisovateli Juliánu Caraxovi. Fermín objeví několik zajímavých skutečností. Za Danielem přijde muž se sežehnutou tváří a se jménem Laín Coubert, což je ďábel z románu Stín větru. Coubert chce po Danielovi ten výtisk, ale ten ho ukryl zase na pohřebišti knih. Z Laína Couberta je cítit pach pálených knih.
Fermín najde Nurii Montfortovou, která se stýkala s Juliánem Caraxem, nechce jim nic říct nebo jim lže. Nurii zabije komisař Fumero. Fermín najde další stopu v podobě učitele a bývalého spolužáka Juliána Caraxe otce Fernanda. Ten jim vypoví část Juliánova příběhu. Julián se narodil u kloboučníka Fortunyho, ten věděl, že chlapec není jeho, přesto jej u sebe nechal. Juliánovým skutečným otcem byl bohatý Ricardo Aldaya, který syna jako mecenáš nechal zapsat do Školy svatého Gabriela, kde se seznámí s Jorgem Aldayou, Miquelem Molinerem, Fumerem a otcem Fernandem. Zamiluje se do sestry Jorgeho Penélope. Láska je opětována, ale nikdo se to nesmí dozvědět. Penélope otěhotní, rodiče na to přijdou a Julián musí utéci do Paříže za podpory Miquela. Zde se živí jako pianista ve vykřičeném domě a začne psát. Jeho romány nejdou moc na odbyt. Od Nurie dostane pero patřící údajně Victoru Hugovi. Penélope je zavřena v domě, při porodu vykrvácí a její syn David zemře.
Julián nic zlého netuše se vrací do Barcelony a pátrá po Penélope. Nikdy se nedozví, že byl její bratr. Fumero na něj žárlí a pase po něm. Juliána zachrání nemocný Miquel, který se místo něj nechá zastřelit. Julián trpí, stará se o něj Nurie a vydává ho za svého manžela Miquela. Julián viní ze všeho své spisovatelství, rozhodne se vypátrat všechny výtisky a spálit je. Při jednom požáru je také těžce popálen, ale silou vůle přežije.
Danielův osud se velmi začíná podobat tomu Juliánovu. Pátrá po něm Fumero, zamiluje se do kamarádovy (Tomásovy) sestry Bey Aguillarové, lásce však nepřeje rodina dívky. Bea otěhotní a schová se v opuštěné vile Aldayových, kde přebývá i Julián. Daniel přijde za Beou, ale sleduje jej Fumero, který ho postřelí. Julián zabije Fumera a zmizí. Daniel se uzdraví, udobří se s Beinou rodinou a vezmou se. Po čase mu přijde z Paříže balíček, ve kterém je román s věnováním. Autorem románu Anděl temnoty (název vily Aldayových) je muž neznámého jména. Daniel okamžitě pozná, že román je dílem Juliána Caraxe, který žije v Paříži a dál píše knihy pod různými pseudonymy.
Po letech vede Daniel svého desetiletého syna Juliána na pohřebiště zapomenutých knih. V epilogu jsou také dořečeny osudy ostatních postav: Fermín se oženil s Bernardou a mají spolu tři děti (a čekají čtvrté); Tomás s Danielem už moc nemuví, pracuje v Německu v průmyslové firmě, má ženu a dceru; Don Gustavo založil nakladatelství a znovu vydal romány Juliána Caraxe; Clara (Gustavova neteř) měla mnoho milenců, byla i provdána za milionáře, ale momentálně žije sama.